# Taiga di Ochotsk e Manciuria
L'ecoregione della taiga di Ochotsk e Manciuria (codice ecoregione: PA0606) è un'area dell'Estremo Oriente russo che comprende il delta dell'Amur, la costa occidentale del mare di Ochotsk e le impervie montagne dei Sichotė-Alin' settentrionali, che si estendono da sud-ovest a nord-est attraverso i territori del Litorale e di Chabarovsk. È la zona di taiga più meridionale di tutta l'Eurasia. L'ecoregione si distingue da quelle circostanti per il clima leggermente più caldo dovuto all'influenza del mare e alla barriera di montagne ad ovest e per la flora e fauna uniche, costituite da una mescolanza di specie proprie sia delle comunità di Ochotsk-Kamčatka a nord e della Manciuria a sud. La foresta comprende sia zone di «taiga chiara» (per lo più larici) nelle regioni di pianura, che di «taiga scura» (abeti e abeti rossi) in quelle di montagna. La regione si trova nell'ecozona paleartica (regione euro-siberiana) e copre una superficie di 401900 km².

## Geografia
L'ecoregione copre un'area di circa 700 km da est ad ovest e 1200 km da nord a sud; a nord, corre attraverso una lunga e sottile striscia lungo la costa del mare di Ochotsk, mentre a sud si estende lungo la dorsale dei Sichotė-Alin'. Nella parte centrale si trovano il delta dell'Amur e i monti Sichotė-Alin', che si incontrano in prossimità del mare di Ochotsk, e le isole Šantar al largo. Ad ovest si trova l'ecoregione delle foreste miste della Manciuria, un'area di basse colline ricoperte da foreste di pini e di latifoglie. Ad est vi sono il mare di Ochotsk e il golfo di Sachalin. A nord si trova l'ecoregione della taiga della Siberia orientale, una regione più fredda caratterizzata da foreste di larici e da minori precipitazioni nevose. A sud si trova l'ecoregione delle foreste miste e di latifoglie dell'Ussuri, con temperature più calde e foreste di latifoglie miste.

## Clima
Il clima della taiga di Ochotsk e Manciuria è di tipo continentale umido con estati calde e inverni secchi (Dwb secondo la classificazione dei climi di Köppen), caratterizzato da un'estrema escursione termica stagionale.
Le temperature medie variano tra i –27 °C di gennaio e i 18,3 °C di luglio. I venti soffiano da est (dal mare alla terraferma) durante la stagione calda, apportando l'80-90% delle precipitazioni, e da ovest (dalla Siberia verso il mare) durante la stagione fredda.

## Flora
Quella della taiga di Ochotsk-Manciuria è la più meridionale delle ecoregioni boreali; la copertura forestale dominante è la taiga scura (abeti e abeti rossi) nelle zone elevate e la foresta di larici in quelle di pianura. La regione si trova più a nord e ad altitudini maggiori delle foreste miste e di latifoglie dell'Ussuri, dove prevalgono la quercia della Mongolia e altre latifoglie. Il 36% del territorio è costituito da una foresta chiusa di aghifoglie decidue, il 19% da una foresta chiusa di aghifoglie sempreverdi, l'8% da una foresta chiusa di latifoglie decidue, il 13% da una foresta chiusa di tipo sconosciuto e il 5% da zone umide. Presso il delta dell'Amur si trova una vasta distesa di zone umide, con le forme di vita vegetale ad esse associate.

## Fauna
Tra i mammiferi, sono comuni i predatori come la volpe rossa (Vulpes vulpes), il lupo (Canis lupus), il ghiottone (Gulo gulo) e la lince (Lynx lynx), ma anche animali più grandi come l'orso bruno (Ursus arctos) e ungulati come l'alce (Alces alces), il sika (Cervus nippon) e la renna (Rangifer tarandus). Le isole Šantar e il mare di Ochotsk ospitano grandi colonie di uccelli marini. Sulla terraferma, invece, sono comuni l'astore (Accipiter gentilis), l'allocco degli Urali (Strix uralensis), il cuculo orientale (Cuculus optatus) e il rampichino alpestre (Certhia familiaris).

## Popolazione
L'area è scarsamente popolata; la città più grande è Komsomol'sk sul fiume Amur, all'estremità meridionale della regione.

## Minacce
L'estrazione di gas naturale nella regione dell'isola di Sachalin ha fatto sì che nell'area sorgessero numerosi impianti industriali, compresi oleodotti che attraversano le foreste. Come in gran parte delle regioni marittime dell'Estremo Oriente russo, le foreste sono minacciate dalla pressione dell'industria del legname.

## Aree protette
Più dell'8% dell'ecoregione è costituito da aree protette, tra le quali ricordiamo:
- la riserva naturale del Botči, la più settentrionale delle aree protette abitate dalla rara tigre siberiana (Panthera tigris altaica) (2674 km²);
- la riserva naturale della Bureja (3584 km²);
- la riserva naturale degli Džugdžur, i cui torrenti che si gettano nel mare di Ochotsk costituiscono terreni di deposizione per il salmone cane, il salmone gobbo e il salmone argentato (8599 km²);
- la riserva naturale di Komsomol'sk (643 km²);
- il parco nazionale delle isole Šantar (5155 km²).